# Imamura Arao

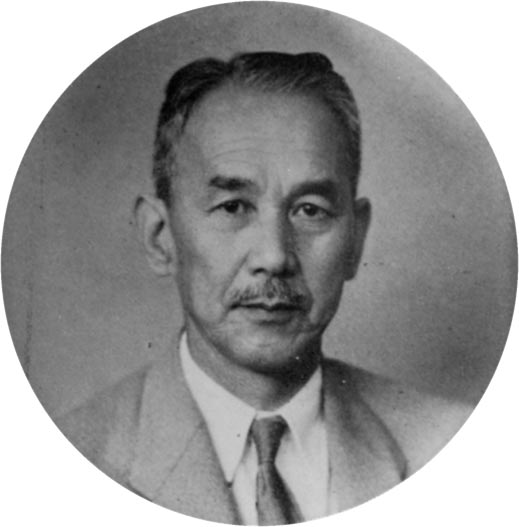
Imamura Arao

Imamura Arao (japanisch 今村 荒男; geboren 13. Oktober 1887 in Ando, Präfektur Nara; gestorben 13. Juni 1967) war ein japanischer Mediziner, der sich um die Bekämpfung der Tuberkulose in Japan verdient gemacht hat.

## Leben und Wirken
Imamura Arao machte 1912 seinen Studienabschluss an der Universität Tokio im Fach Medizin. Er trat dann in das „Forschungsinstitut für Infektionskrankheiten“ (伝染病研究所) ein, erwarb 1922 den Doktorgrad, wurde 1925 Professor der „Medizinischen Universität der Präfektur Osaka“ (大阪府立医科大学, Ōsaka furitsu ika daigaku) und Ärztlicher Direktor der „Abteilung für Lungenmedizin des angeschlossenen Krankenhauses“ (付属病院肺癆科, Fuzoku byōin hairō-ka), 1931 Professor an der Universität Osaka, 1940 Direktor des „Forschungsinstituts für Mikrobielle Krankheiten“ (微生物病研究所, Seibutsu byōin kenkyūjo), 1945 Direktor des „Medizinischen College der Präfektur Nara“ (奈良県立医学専門学校, Nara kenritsu igaku semmon gakkō) und 1946 5. Präsident der Universität Osaka. 1951 wurde er Mitglied der Akademie der Wissenschaften, 1954 verabschiedete ihn die Universität Osaka als Meiyo Kyōju
Auf der 16. Jahrestagung der „Japanese Association of Medical Sciences“ (日本医学会総会) wurde Imamura zum Präsidenten gewählt. Er war außerdem Direktor der „Tuberculosis Prevention Association“ (結核予防会, Kekkaku yobō-kai) und zugleich Ratsmitglied der International House of Japan. Er führte, angeregt von Shiga Kiyoshi, 1929 die ersten TBC-Impfung in Japan mit dem Bacillus Calmette-Guérin (BCG) durch. 1937 setzte er die Gründung des „BCG Research Preparatory Committee“ bei der „Japan Society for the Promotion of Science“ (日本学術振興会, Nihon gakujutsu shinkōkai) durch, ein Jahr später die Gründung des „BCG Inoculation Research Committee“ (BCG接種研究委員会, BCG sesshu kenkyū iinkai) und war auch sonst auf diesem Gebiet aktiv. Die BCG-Impfung wurde in das Tuberkulose-Präventionsgesetz (結核予防法, Kekkaku yobō-hō) aufgenommen.
1960 wurde Imamura als „Person mit besonderen kulturellen Verdiensten“ geehrt. Zu seinen Schriften gehört „BCG ni yoru kekkaku yobō sesshu“ (BCGによる結核予防接種) – „Schutzimpfung mit BCG“.